# 河村征治
河村 征治（かわむら せいじ、1977年（昭和52年）9月17日 - ）は、日本の実業家・投資家。
アイエムエムフードサービス株式会社 代表取締役CEO兼会長。ECサイト運営事業の株式会社森山ナポリを創業。日本国内初本格レモネード専門店ブランドのLEMONADE by Lemonicaを創業。米国SFに外食ベンチャーORGandIMM Inc.を創業。WAGYUMAFIA経営参画、ITシステム開発のFunctionWorks株式会社創業、PRに特化したエスダムスメディアJAPAN株式会社創業。元株式会社グローバルダイニング副社長。

## 経歴
料理人を志し、四谷の北島亭（四谷）で修業を積み渡仏。アルザス地方ストラスブールで料理人として修行。帰国後、株式会社グローバルダイニングの副社長を歴任。
食品を中心に30の会社・事業を立ち上げている。フランスから帰国後、三菱商事、住金物産、貝印などの大手商社に出向。日本中のあらゆる食品工場を訪れ、商品開発。

### 生い立ちから学生時代
1977年（昭和52年）9月17日、石川県金沢市の観光エリアとして国内外からの旅行客が多い、ひがし茶屋街のすぐそばに父親はＮＴＴ勤務、母親は銀行員の長男として生まれる。3人兄弟。中学生時代は友人の影響を受けてバスケットボール部に入部。本人の自己分析によれば、子どもの頃から要領がいいほうで、家族で、登山やスキーにでかけ、学校の成績は中の上であった。
高校は同市内の進学校に入学し、高校1年生の冬休みには友人と2人でアメリカ・ロサンゼルスへ。この旅が、何かしらの化学反応を起こす起点となった。
バスケットボールは部活動として高校時代も続けていたが、2年生の時に退部。音楽に惹かれ、バンドを組みギターを担当。実は演奏よりも、ライブを企画運営するほうが楽しかった。当時から、経営者的なことに興味があったのかもしれない。
高校3年生の夏休み、再びアメリカへ1ヵ月の短期留学。進学校の高校3年生だったが進学は考えておらず、高校卒業後もアメリカのカリフォルニアやマイアミへ。
学生時代から『起業する』ことを前提に、その業種を飲食業に絞っていく。店内に1-2時間滞在してもらえるレストランであれば差別化できると思ったからとのことであった。

### 料理人時代と経営者へ
幾度となくアメリカへの旅行を繰り返し、日本とアメリカは意外に近いと感じはじめる。料理の世界でナンバー1といえばフランス料理だろうとイメージしており、「じゃぁ、フランスに行くか」の感覚でフランスに渡る。
現地ではまず3ヵ月、語学学校に通いながら食べ歩きの放浪を開始。この時に、まだ修業中であった下村浩司さん（現・「エディション・コウジシモムラ」オーナーシェフ）に出会い、多くの助言を受ける。『東京なら、このレストランがいいよ』で挙げられた店舗へ、自身帰国後に食べ歩き、四ツ谷にある北島亭の門を叩く。
北島亭では、文字通り「4回門を叩いた」、3回、面接で落ちた。本人は、「やっぱり、北島亭がいちばんだった。だから、落ちても、ほかで、という選択肢はなかった」と話す。
北島亭は名実ともにいちばんのフレンチレストラン。同レストランでは当時、2番手だった河村の先輩が、その後知り合いの店を立ち上げるというので、ついて料理の世界をさらに探求していく。
河村の人生において、「北島亭」に就職した意味合いは大きい。仕事のベースは、いまもすべて「北島亭流」である。高校を卒業してから25歳まで、24時間、365日、頭を占めるのは「料理」の二文字だった。
日本での修業を終え、ふたたびヨーロッパへ。フランスで修業し、帰国。株式会社グローバルダイニング等レストランで働く一方で、アイスクリーム製造卸事業を開業している。
アイスクリーム事業を仲間4人と開始する。同事業のアイスクリームが評価され、都内のカフェへの卸販売やイベントへの出店を並行して行う。しかし、経営者としてのちからが及ばず同プロジェクトは解散する。この時、「職人ではだめだ。経営者にならなければ仲間を守れない」と改めて学びを得る。
河村は、縁あって大手商社にて商品開発のコンサルタントを開始。
数社のコンサルを勤めた後、2005年、株式会社グローバルダイニングに正社員として入社。入社と同時に沖縄での出店プロジェクトに参画。29歳にして同社の副社長兼常務取締役に任命。同時に米国子会社、中国マカオ子会社の現地責任者に就任し、海外への出店を推進。

### 独立と創業
2011年、経験とノウハウを活かしてアイエムエムフードサービス株式会社を創業。ハンバーガーの「ワンダフル県庁前店」を10月にオープン。日本国内がデフレ真っ最中だったこともあって、日常的に利用できるハンバーガーショップ業態をスタート。地方発でブランドを創ることを目指し、故郷の金沢をスタート地とした。しかしながら、大きく苦戦する。カジュアルな価格帯でのターゲット設定で、100店舗の出店を想定し準備を進めていた。セントラルキッチンをコアに、周辺にまず10店舗という構想であった。
来客数は非常に多く、当初は1日あたり600～700人ほどであった。しかし、出店を重ねると自社で食い合いが発生し始める。2年で2億近い累損。3年目に、ハンバーガー店の全店舗閉店を決断する。このタイミングにすべて切り替え、守りに入らず、東京に進出し。並行して金沢には新たに地中海レストランを出店し、4年目、5年目の2年間には内部留保できるまでに成長させた。
ここでは戦略が間違っていたのだと客観的に分析した。出店した金沢は人口45万人の地域であり、この経験から、それぞれの街や出店エリアにフィットしたブランドを新たに生み出しオープンさせていく。
2013年にECサイト運営事業の株式会社森山ナポリを創業し、独自ドメイン名で会員数10万人の食品ECサイトを立ち上げた。
2014年、新業態としてオリーブオイルを使った地中海料理を提供するレストラン「オリーブオイルキッチン」をスタート。同ブランドはその後、銀座や富山へ拡大する。ハンバーガー店の経験などは、石川県産業創出支援機構（ISICO）にて取り上げられている。なお、平成24年に出場したISICO主催の「革新的ベンチャービジネスプランコンテストいしかわ」で優秀起業家賞に選ばれている。
2015年に初の和業態「七十二」を富山、金沢、幕張と連続オープン。続いて「金沢回転寿司 輝らり」を金沢、高崎そして八王子に大型店として三店舗。本格ミクソロジーのバー業態「THE STATION BAR MIXOLOGY」、そして2018年には、東京・丸の内に点心専門店「YAUMAY」をハイエンドディナーレストランとして118席の大型オープン。スピンアウト業態LEMONADE by LemonicaはFCで一気に100店舗まで拡大(2023年1月見込み)。 同時にECネット販売の「森山ナポリ」は自社ドメインサイトとして異例の会員数10万人を突破。
2017年、日本初の本格レモネード専門店ブランド「LEMONADE by Lemonica」を立ち上げ、3年間で100店舗をオープン。
米国SFにフードサービスベンチャーORGandIMM Inc.を設立。
WAGYUMAFIAの経営に参画し、浜田寿人、堀江貴文とともに日本国内と海外への出店を進めている。フレンチシェフとしての信頼度も極めて高く、キッチンにて同ブランドのイベント等で腕を振う。
2019年ITシステム開発を志し、Function Works株式会社を創業。事前注文・事前決済スマートフォンアプリ「アプリチューモン」をリリースし、80万ダウンロード達成。
2020年にPR専門の株式会社エスダメスメディアジャパンを創業。地元金沢の食の専門学校講師を兼務。
2022年にNFC技術を活用した電子 Business Card 「Juice」（ジュース） 創業。  
ーーー 
Born in 1977 in Kanazawa, Ishikawa, this serial entrepreneur kick-started his journey training as a chef apprentice at Kitajima-tei in Yotsuya, later venturing to France to expand his culinary skills in Strasbourg, Alsace. He returned to Japan to serve as vice-president of Global Dining Co., a company renowned for launching large-scale, trend-setting restaurants throughout Tokyo since the 1980s. Respected among gastronomy enthusiasts and restaurant professionals alike, this company has established a legendary status, with every opening creating long queues of eager patrons. His experience as vice-president in his 20s significantly propelled his career in the food industry, leading to the founding of over 30 businesses primarily within the food sector. 
Upon returning from France, he worked with major trading companies like Mitsubishi Corporation, Sumikin Bussan, and Kaijirushi, visiting countless food production plants across Japan to foster product development. In 2005, he joined Global Dining Inc., and simultaneously participated in a project to open a restaurant in Okinawa. At the tender age of 29, he was appointed as Executive Vice President and Managing Director of the company, whilst also overseeing the American and Macau subsidiaries as local director and spearheading the opening of new restaurants abroad.
Departing from Global Dining Inc. in 2011, he founded IMM Food Service Co. Ltd in Kanazawa, leveraging his extensive experience for business expansion. He then launched Moriyama Napoli in 2013, an e-commerce site specializing in food that quickly gathered 100,000 members. His innovation continued with the establishment of Lemonade by LEMONICA in 2017, Japan's first authentic lemonade specialty store brand, successfully opening 100 stores in just three years.
Beyond that, he also founded the food service venture ORGandIMM Inc. in San Francisco, USA, participated in the management of WAGYUMAFIA, established FunctionWorks Inc., an IT system development company in 2019, and Esdames Media JAPAN Inc., a company specialized in PR in 2020. To share his wealth of knowledge and experience, he serves as a lecturer at a food vocational school in his hometown, Kanazawa.

## プロデュース・監修など

### レストラン・飲食
- 生搾りモンブラン専門店
- オー！マイ ステーキ
- 小麦の奴隷
- パティシエパン
- HAKUSAN SPRING WATER

### スマホアプリ
- 事前注文・事前決済アプリ「アプリチューモン」（Lemonicaバージョン）[16]- 2020年7月11日リリース。
- 事前注文・事前決済アプリ「アプリチューモン」（小麦の奴隷バージョン）[17]- 2021年3月31日リリース。
- 事前注文・事前決済アプリ「アプリチューモン」（食パンJAPANバージョン）[18]- 2022年3月17日リリース。

## メディア出演

### テレビ
- BSフジ 小山薫堂 東京会議 第311回「ヒット商品を出したい！食の部活★始動」